# 中华人民共和国冶金工业部
中华人民共和国冶金工业部，是中华人民共和国国务院曾经的组成部门之一。1998年3月第九届全国人民代表大会第一次会议通过《关于国务院机构改革方案的决定》，冶金工业部被撤销，原址现为国务院国资委冶金机关服务局。

## 历史
1956年5月12日第一届全国人民代表大会常务委员会第四十次会议决定撤销中华人民共和国重工业部，设立中华人民共和国冶金工业部，主管钢铁工业和有色金属工业，内设19个司局级机构和12个下属单位。 6月1日冶金工业部正式成立。1957年底撤销下属的钢铁、有色等7个职能局后，在部机关分设钢铁、有色等司局。1966年5月，司局机构29个，编制1790人，实有2015人。
1967年10月4日，冶金工业部实行军管，由军代表朱互宁、副军代表郭俊生、原副部长周赤萍3人主待工作。1970年6月22日，中共中央、国务院批准成立冶金工业部革命委员会和中共核心小组。设13个业务组，编制525人。1973年1月1日，冶金工业部机关恢复司局名称和建制，共设16个司局，编制800人，实有1036人。1975年6月4日，中共中央、国务院为了加强冶金工业，决定对冶金工业部领导班子进行调整，任命唐克、叶志强、钱传钧为冶金工业部副部长。1975年9月21日国务院成立钢铁工业领导小组，谷牧任组长，袁宝华、吕东任副组长，纪登奎任政委。 
1980年5月12日国务院批准成立国家有色金属工业管理总局，直属国务院，由冶金工业部代管。
1982年初，冶金工业部下设司局机构27个，1302人。
1982年，国务院机构改革，保留冶金工业部，国务院批准冶金工业部的主要任务是统一领导和归口管理全国冶金工业 (不含有色金属工业)的生产建设等各项工作；在国家计划指导下，充分利用我国资源条件，发展冶金工业，加强冶金科技工作，改善经营管理，提高经济效益，提供适用的冶金产品，适应国民经济建设和社会发展的需要。冶金工业部行政编制896人。
1987年2月21日劳动人事部函复冶金工业部，同意恢复冶金工业部黄金管理局。 
1988年12月20日国家机构编制委员会批准的冶金工业部“三定”方案，冶金工业部是国务院主管全国冶金工业的职能部门，其主要任务是贯彻落实党和国家发展冶金工业的方针政策，抓好生产和建设，不断扩大品种，提高质量，努力满足国民经济发展和国防军工的需要冶金工业部对全国冶金工业实行行业管理，进行统筹、规划、指导、协调、监督。
1993年国务院机构改革，冶金工业部作为国务院主管全国冶金工业的职能部门继续保留。为适应发展社会主义市场经济的需要，深化冶金工业管理体制，改变冶金部直接管理企业的状况，冶金部不再对国家实行行业投入产出总承包，以扩大企业生产和建设方面的自主权。同时认真落实《全民所有制工业企业转换经营机制条例》，大力简政放权，支持有条件的直属企事业单位参加或并入冶金企业集团或大型钢铁企业，赋予钢铁企业集团和大型企业更大的自主权将属于企业自主经营权限范围内的职能下放给企业取消对企业设备大修、矿山维修工程计划、企业留利及自筹资金建设项目的审批，停止对产品的评优和给企业评奖、升级等活动，落实企业的机构设置、劳动用工和工资分配等各项自主权，把一些可由社会和非政府部门承担的职能转移出去
1998年3月，根据第九届全国人民代表大会第一次会议通过的国务院机构改革方案，撤销冶金工业部，设置国家冶金工业局，为国家经济贸易委员会管理的主管冶金行业的行政机构。1998年3月24日国家经贸委、中共中央组织部召开会议，宣布国家冶金局领导班子组成人员名单：王万宾任国家冶金局局长、党组书记；吴建常、翁宇庆任副局长、党组成员。同时，国家冶金局决定，单亦和任局总工程师。04月8日国家冶金工业局正式挂牌运作。

## 机构设置

### 1956年
- 办公厅
- 基本建设局，负责基建计划、投资、审查设计、检查项目进展的“甲方局”
- 建筑安装局，负责建筑安装工程的“乙方局”。
  - 筑炉总公司
  - 管道总公司
  - 机装总公司
  - 电装总公司
  - 金属结构总公司
- 地质局
- 设计管理局
- 钢铁工业管理局：负责钢铁生产
- 有色金属工业管理局：负责有色金属生产

### 1958年
- 办公厅
- 基建司
- 设计司
- 地质司
- 有色司
- 钢铁司
- 供应和销售局 局长赵书扬
- 安全生产局
- 矿山司（1964年改为矿山局）
- 技术司：负责军工任务
- 计划司 副司长王之玺
- 财务司
- 人事司
- 劳动工资司
- 设备司
- 材料司
- 教育司
- 地方工业司

冶金部直接领导各大企业与地区局。上述体制延续了几十年。

### 1982年
冶金工业部行政编制896人
- 办公厅
- 政策研究室
- 计划司
- 钢铁生产技术司
- 矿山生产技术司
- 机械动力司
- 科研技术司
- 安全环保司
- 财务司
- 劳动工资司
- 干部司
- 教育司
- 外事司
- 军工办公室
- 基本建设局
- 物资供应运输局
- 地质局
- 老干部管理局
- 企业管理局
- 黄金管理局

### 1988年
机关行政编制630名：
- 办公厅
- 计划司
- 建设司
- 生产司
- 矿山司
- 机械动力司
- 质量标准司
- 科学技术司
- 政策法规司
- 体制改革司
- 安全环保司
- 经济调节司
- 外事司
- 教育司
- 人事司
- 机关党委

附属行政和派驻机构编制95名：
- 老干部局
- 纪检组监察室
- 审计室

### 1991年
- 办公厅（办公室、部长办公室、秘书处、档案处、信访处、保密办、保卫处、财务处、房管处、机要处）
- 计划司（办公室、技改处、统研处、长期计划处、中小处、基建计划处、综合研究室）
- 建设司（办公室、计划处、设计处、施工处、财务处、综合处、技术处、抗震处、宝钢办）
- 生产司（办公室、计划处、特钢处、耐火材料处、能源办、钢材品种办、钢材品种办、生产综合处、中小办）
- 体制改革司（办公室、行政处、企改处、企管处）
- 政策法规司（办公室、调研处、政研处、法规处、新闻宣传处）
- 科学技术处（办公室、计划处、炼铁处、炼钢处、矿山处、自动化处、轧钢处、专利处、新材料处、军工处）
- 质量标准司（办公室、产品处、认证处、标准处、计量处）
- 机械动力司（办公室、装备处、检修管理处、机电生产处、机电管理处）
- 矿山司（办公室、综合处、计划处、科技处、机动处、生产处、辅料中心处）
- 安全环保司（办公室、环保技术处、环境管理处、职业安全处、职业技术处、职业卫生处、安全技术处）
- 经济调节司（办公室、综合调节处、企业处、价格处、事业材料处、国有资产处）
- 外事司（办公室、联络处、国际合作处
- 教育司（办公室、高教处、中专处、成人教育处、管理处）
- 人事司（办公室、机关人事处、企事业干部处、调配处、培训处、劳动计划处、劳动编制处、劳动工资处）
- 地质局
- 有色金属局（1983年成立直属国务院的中国有色金属工业总公司）
- 鞍山黑色金属矿山设计院
- 马鞍山黑色冶金矿山设计院
- 长沙黑色冶金矿山设计院
- 北京有色设计总院

### 1993年
机关行政编制330名：
- 办公厅
- 发展规划司
- 建设协调司
- 生产协调司
- 质量监督司
- 科学技术司
- 体改法规司
- 经济调节司
- 人事教育司
- 外事司
- 黄金管理局：1993年4月19日国务院以国发（1993）26号文决定：国家黄金管理局并入冶金工业部，成为冶金部的内设职能局，不再保留原机构名称。9月7日，按新组建的冶金部黄金管理。

附属行政和派驻机构编制为92名：
- 离退休干部局和
- 纪检组、监察局
- 审计室

## 历任领导

### 部长
1. 王鹤寿（1956年5月12日－1964年4月任中共鞍山市委第一书记和鞍钢党委书记）
2. 吕东（1964年7月22月－1970年6月22日）
3. 陈绍昆（1970年2月为军管组长，1970年6月22日为冶金工业部革命委员会主任，1975年1月17日-1977年6月为部长）
4. 唐克（1977年6月－1982年3月）
5. 李东冶（1982年3月－1985年8月）
6. 戚元靖（1985年8月－1993年3月29日）
7. 劉淇（1993年3月29日－1998年3月18日）

### 副部长
- 吕东（1956年5月12日－1964年4月）
- 夏耘（1957年5月12日－1966年5月），（1979年12月28日－1982年3月）
- 高扬文（1957年2月－1965年5月），（1978年3月22日－1980年）
- 刘彬（1957年2月－1966年8月29日）
- 林泽生（1959年9月－1966年5月），（革委会副主任，1970.6-1975.1），（副部长1975年1月－1982年3月）
- 徐驰（1959年9月－1966年5月），（1978年3月22日－1979年12月）
- 袁宝华（1959年9月－1960年）
- 王玉清（1964年6月－1966年5月），（1978年10月30日－1979月）
- 周赤萍（1964年10月－1969年4月）
- 叶志强（1965年3月－1966年5月），（革委会副主任，1973.1.16-1975.1），（1975年1月－1982年3月）
- 李超（1965年2月－1966年5月），（1978年3月－1982年3月）
- 朱互宁　(副主任1970.6-1973. 7)
- 杨卫群(1970.6.22一1975. 6)
- 杨殿奎 (1970.6一 1975.')
- 郭俊生 (1970.6)
- 张振江 (1970.6 一 1975.)
- 赵岚 (1973.1.16 一 1975.6) （1977年6月18日－1982年3月）
- 何瑾 (1973.1.16 一 1975.1
- 唐克（1975年6月－1977年6月）
- 钱传钧（1975年6月－1982年3月）
- 马明（1977年6月18日－1982年3月）
- 李非平（1977年6月－1982年3月)(党组书记1977年6月18日-1980年7月1日)
- 张益民（1977年11月10日－1982年3月）
- 陆达（1977年11月10日－1982年3月）（冶金部总工程师-1986年2月21日）
- 马承德（1977年11月10日－1982年3月）
- 刘学新（1977年11月10日－1982年3月）
- 马宾（1978年3月22日－1979年8月）
- 周冠五（1978年3月22日－1982年3月）
- 李东冶（1978年3月22日－1981年7月）、（第一副部长，1981年7月14日－1982年5月4日）
- 李华（1978年10月30日－1981年3月27日）
- 郝田役（1979年2月9日－1979年12月）兼包钢党委第一书记
- 张凡（1979年3月11日－1982年3月）
- 茅林（1979年2月9日－1982年3月）兼江西铜基地党委第一书记
- 周传典（1980年7月1日－1986年2月5日），（冶金部总工程师1986年2月21日-1988年5月10日）
- 林华（1980年7月1日－1986年2月5日）兼中国冶金进出口公司总经理
- 戚元靖（1982年3月－1985年9月6日）
- 黎明（1982年3月－1993年8月5日） 1994年7月27日任宝钢集团董事长
- 徐大铨（1986年2月5日－1997年12月）
- 王汝林（1986年2月5日－1993年8月5日）
- 陆叙生（1986年8月20日－1988年5月3日调任物资部副部长）
- 殷瑞钰（总工程师，1988年5月10日-）（1989年3月21日－1996年5月15日）
- 吴溪淳（1993年8月5日－1996年5月15日）1994年87月13日兼任鞍山钢铁（集团）公司党委书记
- 毕群（1993年8月5日－1998年3月）1995年2月兼任首钢总公司党委书记、董事长。周冠五离职休息
- 中纪委驻冶金部纪检组组长仲恩荣
- 王万宾（1996年5月15日－1998年3月）
- 翁宇庆（1996年5月15日－1998年3月）
- 吴建常（1997年12月－1998年3月）
- 总工程师单亦和

### 部长助理
- 袁宝华（－1960年1月7日）
- 林泽生（－1960年1月7日）
- 徐驰（－1960年1月7日）